# Дікула (потік)
Дікула (словац. Dikula) — річка в Словаччині, права притока Іполтіци, протікає в окрузі Ліптовський Мікулаш.
Довжина приблизно 8.5 км. Витік знаходиться в масиві Низькі Татри (частина Кральовогольські Татри) — схил гори Гельпянський-Врх — на висоті близько 1400 метрів. Протікає територією національного парку Низькі Татри і міста Кральова Легота (частина Чєрний Ваг).
Впадає в Іполтіцу на висоті приблизно 820 метрів.